# Résolution 288 du Conseil de sécurité des Nations unies
Membres permanents
- Chine (Taïwan)
- États-Unis
- France
- Royaume-Uni
- URSS

Membres non permanents
- Burundi
- Colombie
- Espagne
- Finlande
- Nicaragua
- Népal
- Pologne
- Sierra Leone
- Syrie
- Zambie

Résolution no 287 Résolution no 289
La résolution 288 du Conseil de sécurité des Nations unies est adoptée à l'unanimité lors de la 1 557e séance du Conseil de sécurité des Nations unies le 17 novembre 1970, après avoir réaffirmé les résolutions précédentes sur le sujet, le Conseil a demandé au Royaume-Uni, en tant que puissance administrante légale de la Rhodésie du Sud, de mettre fin à la rébellion illégale. Le Conseil a décidé que les sanctions actuelles contre la Rhodésie resteraient en vigueur et a demandé instamment à tous les États d'appliquer toutes les résolutions pertinentes et de n'accorder aucune forme de reconnaissance au régime.

### Sources
- (en) Cet article est partiellement ou en totalité issu de l’article de Wikipédia en anglais intitulé « United Nations Security Council Resolution 288 » (voir la liste des auteurs).

### Texte
- Résolution 288 Sur fr.wikisource.org
- Résolution 288 Sur en.wikisource.org